# Julius Price
Carl Price Julius Price (12. juni 1833 i Nizjnij Novgorod – 24. januar 1893 i Wien) var hofballetmester og professor ved konservatoriet i Wien.
Carl Price Julius Price fulgte 1855 med sin lærer August Bournonville og sin kusine Juliette Price til Wien, fik fast ansættelse ved Wiener Staatsoper der og vandt sig snart en anset plads i dens ballet som mimiker og karakterdanser; ved sin død var han solodanser og professor ved konservatoriet.